# Dream With Me
Dream with Me es el segundo álbum de estudio de la cantante estadounidense Jackie Evancho. Este álbum cuenta con la colaboración de Barbra Streisand y Susan Boyle (quien obtuvo segundo lugar en Britanis Got Talent).

## Información del disco
El álbum fue lanzado el 3 de junio de 2011, y obtuvo Disco de Oro por más de 650.000 copias vendidas. Este álbum fue producido por el 16 veces ganador de Grammy Award, David Foster

## Lista de canciones
1. When you Wish upon a Star- 3:41
2. Nella Fantasia- 4:18
3. A mother´s Prayer (ft. Susan Boyle)- 4:28
4. Nessun Dorma- 3:13
5. Angel- 5:22
6. O mio Babbino Caro- 2:20
7. Somewhere (ft. Barbra Streisand)- 3:51
8. All I Ask of You- 3:55
9. Ombra mai Fu- 3:34
10. Lovers- 5:01
11. Imaginer- 4:56
12. The Lords Prayer- 3:40
13. To Believe- 4:28
14. Dream with Me- 2:09

## Posiciones en las listas
| Listas (2011)                                | Posición |
| -------------------------------------------- | -------- |
| US Top Music Video                           | 1        |
| US Billboard Top Classical Albums            | 1        |
| US Billboard 200                             | 2        |
| UK Albums Chart (Official Charts Company)    | 4        |
| Canadian Albums Chart                        | 5        |
| New Zealand Albums Chart (RIANZ)             | 8        |
| US Billboard Top Digital Albums              | 9        |
| Irish Albums Chart (IRMA)                    | 15       |
| Top 100 México                               | 26       |
| Japan Albums Chart (Official Charts Company) | 37       |